# Air gap

Zwart:dekking door vliegtuigen, Groen:konvooiroutes, Blauw: gezonken koopvaardijschepen, Rood:gezonken U-boten.

Met een air gap (gat in het luchtruim) werd tijdens de Tweede Wereldoorlog, met name tijdens de Slag om de Atlantische Oceaan, door de geallieerden een gebied boven zee bedoeld, waar de luchtmacht niet kon komen om schepen bescherming tegen aanvallen van Duitse onderzeeërs te bieden.
Het sluiten van de air gap, het gebied tussen de actieradiussen van aan wal gestationeerde vliegtuigen aan beide zijden van de Atlantische Oceaan, was voor de geallieerden belangrijk. In die air gap hadden de U-boten nog steeds vrij spel. In mei 1943 slaagden de geallieerden er met B-24 Liberators in, de air gap te sluiten en dienovereenkomstig de operaties voor de U-boten moeilijker te maken. De actieradius van deze vliegtuigen was daarvoor groot genoeg.
Een soortgelijke air gap bestond in de buurt van de Azoren en de Canarische Eilanden, waar konvooien uit Sierra Leone en Gibraltar, die in noordelijke richting voeren, buiten bereik van de luchtdekking waren.